# المدة النيابية السادسة لمجلس النواب التونسي
المدة النيابية السادسة لمجلس النواب في تونس هي المدة النيابية التي دامت ولايتها 5 سنوات وذلك بين 1981 و1986.

انتخب المجلس إثر انتخابات 1 نوفمبر 1981.

## مكونات مجلس النواب
يتكون مجلس النواب من 136 مقعدا.

### الكتل
| الحزب | الحزب                                                                  | المقاعد |
| ----- | ---------------------------------------------------------------------- | ------- |
|       | الجبهة الوطنية (الحزب الاشتراكي الدستوري والاتحاد العام التونسي للشغل) | 136     |

## الحكومات
- حكومة محمد مزالي.
- حكومة رشيد صفر.